# Legierungselement
Legierungselemente sind chemische Elemente, die einem Metall hinzugefügt (legiert) werden, um dessen Werkstoffeigenschaften  auf die gewünschte Weise zu verbessern.

## Arten
Legierungselemente können selbst Metalle wie beispielsweise Chrom, Molybdän und Mangan, aber auch Halbmetalle wie Bor und Silicium oder Nichtmetalle wie z. B. Kohlenstoff und Stickstoff sein. Ihr Verhalten innerhalb von Legierungen ist jedoch nicht immer gleich. Verschiedene Elemente haben zwar oft eine ähnliche, allerdings unterschiedlich starke Wirkung auf das Basismetall. Da Legierungselemente sich auch untereinander beeinflussen, lassen sich ihre Eigenschaftsänderungen nicht einfach addieren.
Technisch verwendete Elemente können einerseits ein Legierungselement, andererseits selbst das Basismetall für eine Legierung sein. Die Liste der Legierungselemente gibt Auskunft über die positiven und negativen Wirkungen auf die jeweiligen Basismetalle.

## Wirkung
Legierungselemente haben verschiedene Wirkungen auf das Basismaterial. Im Allgemeinen gilt, dass mit steigendem Gehalt an Elementen die Festigkeit und Härte steigen, während die Bruchdehnung abnimmt. Die elektrische Leitfähigkeit und die thermische Leitfähigkeit nehmen meist ebenfalls ab.
Eine wichtige Funktionsweise ist die Mischkristallverfestigung. Wenn die Atome des Legierungselementes nur geringfügig größer oder kleiner sind als diejenigen des Basismetalls, dann bilden sie einen Substitutionsmischkristall, bei dem an Stellen, an denen normalerweise Atome des Basismetalls sich befinden würden durch Atome des Legierungselementes besetzt sind. Wegen der unterschiedlichen Atomgrößen können die Atome sich schlechter gegeneinander verschieben, was für eine dauerhafte Formänderung des Werkstoffes erforderlich ist. Die Festigkeit steigt somit. Wenn die Atome des Legierungselementes aber sehr viel kleiner sind als diejenigen des Basismetalls (z. B. Kohlenstoff im Stahl), dann besetzen sie Zwischenräume zwischen den Atomen des Basismaterials und bilden einen sogenannten Einlagerungsmischkristall, was ebenfalls mit einer Festigkeitssteigerung verbunden ist.
Eine andere Wirkungsweise beruht auf der Bildung weiterer chemischer Verbindungen, häufig aus der Gruppe der intermetallischen Verbindungen die teilweise metallischen und teilweise nichtmetallischen Charakter haben (z. B. elektrisch leitfähig wie Metalle, aber hart und spröde wie Keramiken). Im Stahl bilden viele Legierungselemente Carbide, das heißt Verbindungen mit Kohlenstoff (engl. Carbide). Die häufig zulegierten Elemente Wolfram und Chrom bilden beispielsweise Wolframcarbid und Chromcarbid. Sie liegen meist in Form winziger, sehr harter Partikel vor und verbessern somit die Verschleißfestigkeit. Manche Legierungselemente können auch mit dem Basismaterial Verbindungen bilden. Unter anderem verbindet sich im Stahl Eisen mit Kohlenstoff zu Zementit und in Aluminium-Kupfer-Legierungen bildet sich Al2Cu, das maßgeblich für die höhere Festigkeit dieser Legierung verantwortlich ist.

## Legierungselemente im Stahl
Einer der wichtigsten Konstruktionswerkstoffe ist Stahl, eine Legierung aus Eisen und Kohlenstoff. Die Eigenschaften von Stahl können in vielfältiger Weise auf die jeweiligen Bedürfnisse angepasst werden. Bei den Legierungselementen ist grundsätzlich zu unterscheiden, ob sie Carbid-, Austenit- oder Ferritbildner sind bzw. zu welchem Zweck sie dem Stahl zulegiert werden. Austenit und Ferrit sind die zwei wichtigsten Modifikationen von Eisen.
Das Vorhandensein der Legierungselemente im Stahl ist oft nur die Voraussetzung, um die gewünschten Eigenschaften zu erzielen. Meist sind weitere Verarbeitungsschritte wie z. B. die Wärmebehandlung nötig. Die wichtigsten Legierungselemente sind:
Metallische Legierungselemente
- Chrom (Cr)
- Nickel (Ni)
- Molybdän (Mo)
- Mangan (Mn)
- Vanadium (V)
- Wolfram (W)
- Aluminium (Al)
- Niob (Nb)
- Titan (Ti)
- Kobalt (Co)
- Kupfer (Cu)
- Beryllium (Be)
- Tantal (Ta)

Wichtige nichtmetallische Legierungselemente sind:
- Kohlenstoff (C)
- Stickstoff (N)
- Silicium (Si)